# 仏胴

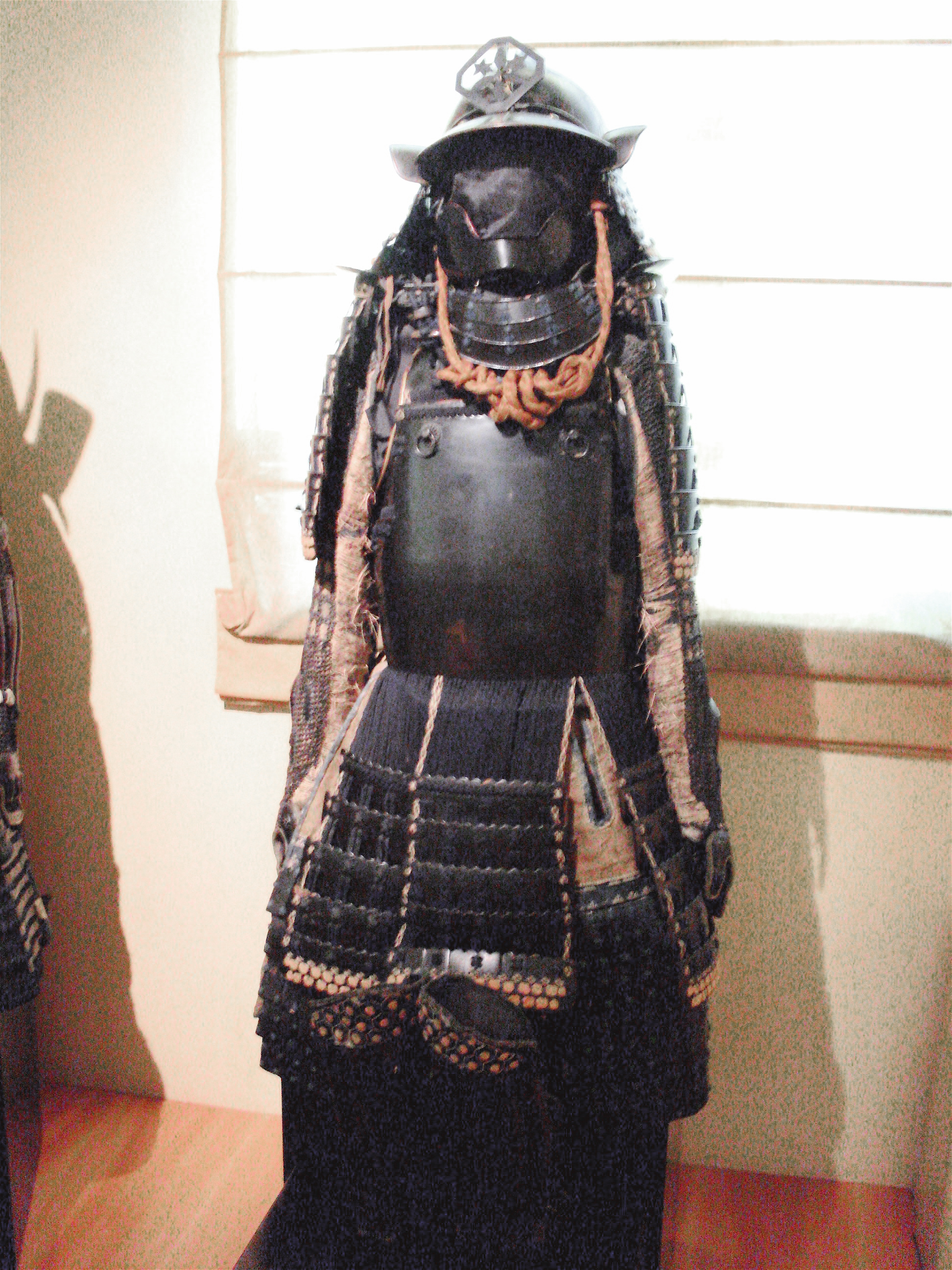
江戸時代の仏胴具足

仏胴（ほとけどう）は、当世具足の一種で、胴の表面に繋ぎ目が見られないものを指す。前後二枚の鉄板から作成したものと、桶側胴の繋ぎ目を埋めるなどして表面を平滑に見せたものとがある。仏像の胸部には継ぎ目が無いことから仏胴の名が付いたと言われている。